# José Pedro Aguiar-Branco
José Pedro Aguiar-Branco (Oporto, 18 de julio de 1957) es un abogado y político portugués, otrora ministro de Defensa de Portugal.

## Carrera profesional
Se licenció en Derecho por la universidad de Coímbra en noviembre de 1980 y entró en el colegio de abogados en 1982. Fue presidente del Colegio de Abogado de Oporto entre 2002 y 2004 así como miembro del Consejo Superior de la Magistratura entre 2000 y 2004. En 2003 creó el bufete de abogados José Pedro Aguiar-Branco & Associados, con sede en Oporto.

## Carrera política
Durante la década de 1970 formó parte de las Juventudes Social Demócratas (JSD). También formó parte del Consejo Nacional de PSD entre 1982 y 1984. Fue miembro de las comisiones electorales de Cavaco Silva para la presidencia de la República en 1995 y de Rui Costa al ayuntamiento de Oporto.
Entre 2004 y 2005 fue ministro de Justicia con el primer ministro Pedro Santana Lopes. Es diputado por Oporto por el PSD desde 2005, tarea que compaginó con la presidencia del pleno municipal de Oporto entre 2005 y 2009. Llegó a ser líder del grupo parlamentario del PSD entre 2009 y 2010.
En 2010 se postuló para asumir el liderazgo del partido pero fue derrotado por el actual primer ministro Passos Coelho.